# Silvio Stampiglia
Silvio Stampiglia född 14 mars 1664 i Civita Lavinia, död  27 januari 1725 i Neapel, var en italiensk librettist. Grundare och medlem av den litterära Accademia dell'Arcadia grundad i Rom omkring 1690. 